# J. H. Krchovský

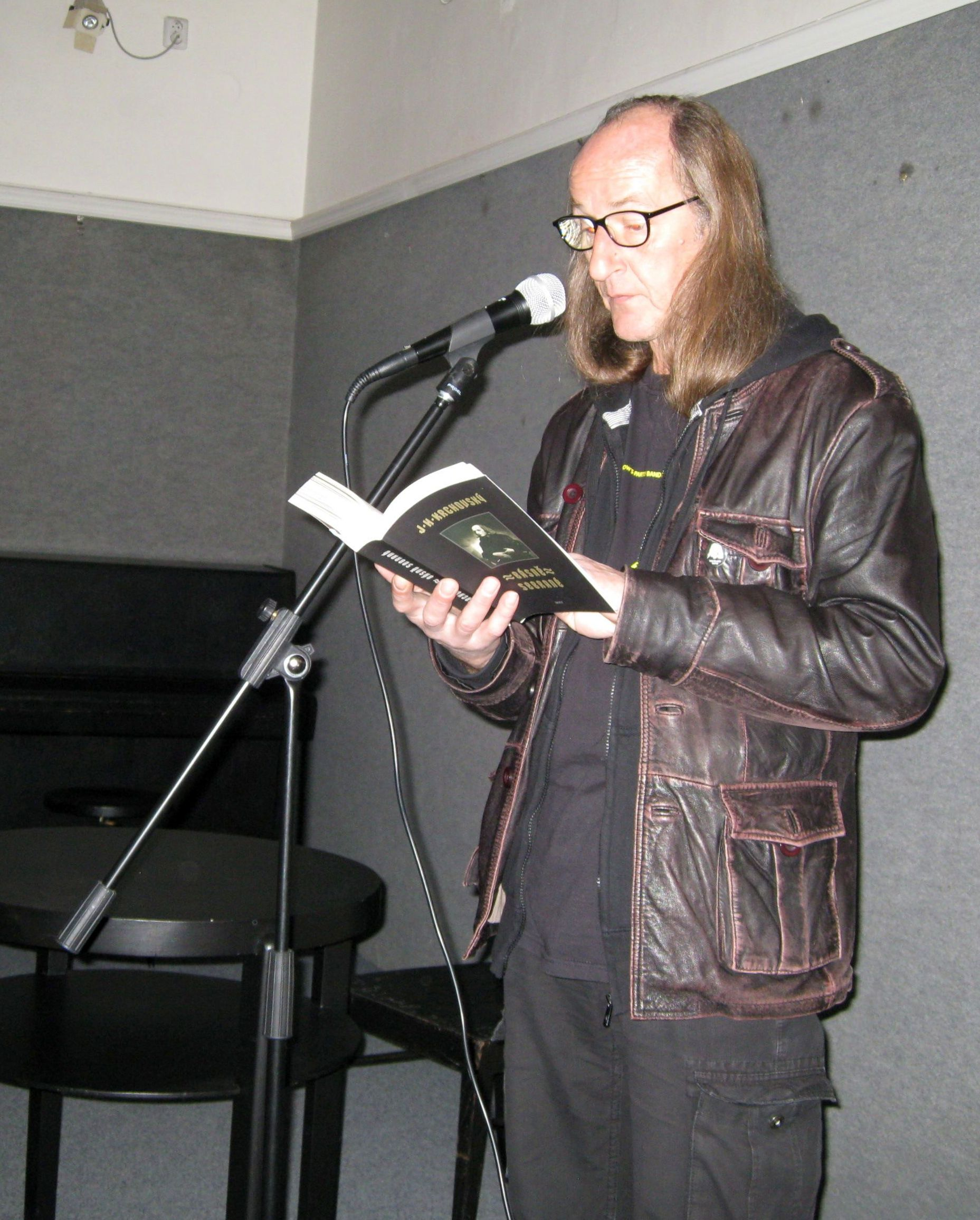
J. H. Krchovský při svém autorském čtení v Knihovně města Plzně dne 14. listopadu 2013

J. H. Krchovský, vlastním jménem Jiří Hásek (* 22. dubna 1960 Praha) je český básník a hudebník. V době komunistického režimu publikoval v samizdatu.

## Život
Žije střídavě v Praze a Brně-Komíně, na Ruském vrchu, pod pohřebištěm asi stovky vojáků Rudé armády (odtud údajně pochází jeho pseudonym „Krchovský“).
V samizdatu publikuje od svých dvaceti let. Od roku 2007 hraje na kytaru a zpívá v kapele Krch-off band. 16. ledna 2009 kapela pokřtila své první CD Naposled. Jeho texty byly zhudebněny různými dalšími interprety, např. Milanem Hlavsou (The Plastic People of the Universe) a Vladimírem Václavkem, kapelami Hudba Praha, Divoký srdce, Echt! nebo Nahoru po schodišti dolů band.
Vystupuje též na autorských čteních. Věnuje se i kreslení, sbírku Mladost - Radost… si J. H. Krchovský ilustroval sám.
Autorovo dílo je po formální stránce velmi precizní (píše nejčastěji v daktylických a jambických verších), je charakteristické dekadentní stylizací, zálibou ve zobrazování smrti, děsu, erotiky.
Jeho báseň Na samém konci zdobí fasádu domu v nizozemském městě Leiden.
Je laureátem Ceny Revolver Revue za rok 1992.

## Dílo

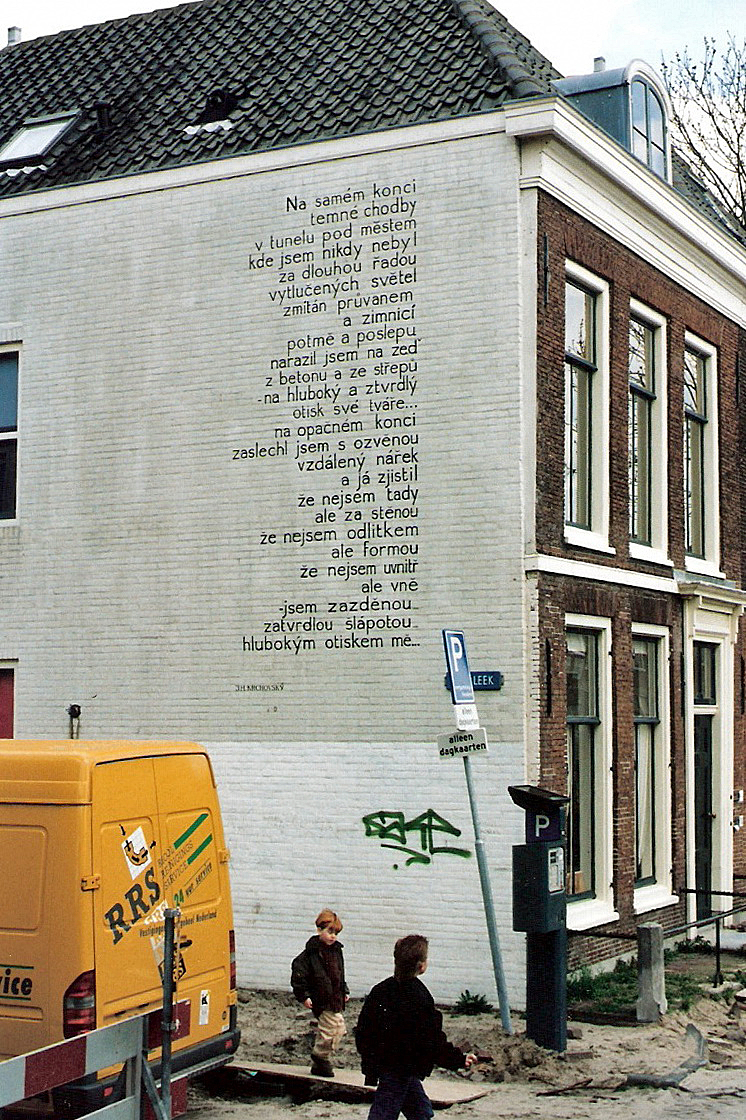
Krchovského verše na fasádě domu v nizozemském Leidenu, 1995–2004

### Sbírky vydané v pozdějších výborech nebo též vlastním nákladem
- Procházka urnovým hájem (1978–1979)
- Neklid (1980)
- Bestiální něha (1981–1982)
- Jarní elegie (1982)
- Epos Mumie na cestách (1982)
- Valčík s mým stínem (1982)
- Poslední jaro (1983–1984)
- Zamilovaný dement (1984–1985)
- Nové valčíky (1984–1985)
- Mé lebky stín (1989–1991)
- Chci ještě chvíli (1992–1994)
- Všechno je jako dřív (1995–1996)

### Samizdatový výbor
- Kruh kolem lůžka  (edice Kde domov můj, 1986)

### Vydané knihy
- Noci, po nichž nepřichází ráno (výbor z básnických sbírek z let 1978–1991), Host, 1991
- Leda s labutí (výbor z básnických sbírek z let 1992–1996), Host, 1997
- Dodatky… (výbor z básnických sbírek z let 1978–1996), Host, 1997
- Básně (souborné vydání předešlých tří titulů), Host, 1998
- Vše nejlepší… (výbor z básní z let 1978–1997), Maťa, 1998
- Poslední list (vybrané básně z let 1997–2003) Petrov, 2003
- Nad jedním světem (básně z let 2003–2004), Host, 2004
- Mladost – Radost… (vybrané juvenilie z let 1978–1981), Větrné mlýny, 2005
- Básně sebrané (rozšířené vydání knihy Básně o sbírky Poslední list a Nad jedním světem), Host, 2010
- Dvojité dno (básně let 2009 a 2010), Host, 2010
- Já už chci domů, Host, 2015
- Tak ještě jedno jaro tedy, Revolver Revue, 2015
- Nekonečný kalendář, spolu s grafikem Štormem, Host, 2017
- Už zase vyšlo slunce, Host, 2022

### Samostatné překlady do cizích jazyků
- Bestiale tendresse, přel. Jean-Gaspard Páleníček, Fissile, Les Cabannes, 2014
- Mumie auf Reisen – Ein Epos und weitere Gedichte, přel. Ondřej Cikán, Kétos, Vídeň a Praha, 2018[4]
- Jakoby… - Als ob, Kétos 2020